# Daniel Gullberg
Daniel Gullberg, född 1991, är en svensk bridgespelare. Han har vunnit ett flertal medaljer i internationella mästerskap samt svenska mästerskap.

## Meriter
- 2015 - guld i Juniorvärldsmästerskapen för lag[1]
- 2015 - silver i Junioreuropamästerskapen för lag[2]
- 2010 - guld i Junioreuropamästerskapen för par[3]
- 2010 - brons i Juniorvärldsmästerskapen individuellt[4]